# 孙怀山
孙怀山（1952年7月—），江苏涟水县人，中国共产党及中华人民共和国官员。

## 生平
1970年加入中国共产党。哈尔滨工业大学毕业，硕士学位。1970年到1973年，历任江苏省金湖县农机厂工人，农村工作队队长、副指导员。1973年到1978年，历任共青团江苏省金湖县工业系统团委书记、共青团金湖县委书记。1978年到1987年，历任共青团中央办公厅秘书处干事、副处长、处长。1987年到1994年，历任共青团中央办公厅副主任、主任。
1994年到1999年，任全国政协办公厅正局级干部、行管局局长、机关事务管理局局长兼中协服务开发中心（服务局）总经理（局长）。1999年到2008年，任第十届全国政协副秘书长、机关党组成员。2008年到2010年，任第十一届全国政协常委、副秘书长、机关党组成员。2010年到2013年，任第十一届全国政协常委、副秘书长、机关党组书记。2013年到2015年，任第十二届全国政协常委、常务副秘书长、机关党组书记（正部级）。2015年到2016年，任第十二届全国政协常委、常务副秘书长、机关党组副书记（正部级）。2016年8月31日，政协第十二届全国委员会常务委员会第十七次会议任命孙怀山为全国政协港澳台侨委员会主任，孙怀山不再担任第十二届全国政协副秘书长。
他是中共十七大、中共十八大代表，第十八届中央委员，第十届全国政协委员，第十一、十二届全国政协常委。
早在2015年3月，在孙怀山从全国政协机关党组书记降职为副书记后，便有传言称孙怀山可能因涉嫌贪腐落马。但在2016年调任全国政协港澳台侨委员会主任后，外界认为其问题并不严重，打破了此前的传言。2017年2月7日，孙怀山在中共金湖县委书记张志勇陪同下调研大佛寺，此后坊间再度传出孙怀山可能落马的消息。2017年2月26日《明報》报道，孙怀山在农历年假期后因涉及贪腐被中央纪委带走“双规”。2017年2月27日，政协第十二届全国委员会常务委员会第十九次会议在北京开幕，七个专委会都由主任汇报工作，惟有港澳台侨委员会由副主任杨衍银汇报，主任孙怀山缺席。2017年3月2日，据中央纪委监察部网站消息，第十二届全国政协常委、港澳台侨委员会主任孙怀山涉嫌严重违纪，正在接受组织审查。
2017年6月2日，据中央纪委监察部网站消息，“依据《中国共产党纪律处分条例》等有关规定，经中央纪委常委会会议研究并报中央政治局会议审议，决定给予孙怀山开除党籍、开除公职处分；终止其党的十八大代表资格；收缴其违纪所得；将其涉嫌犯罪问题、线索及所涉款物移送司法机关依法处理。给予其开除党籍的处分，待召开中央委员会全体会议时予以追认。”
2018年9月17日，内蒙古自治区呼伦贝尔市中级人民法院依法公开宣判第孙怀山受贿案，认定被告人孙怀山犯受贿罪（3975万余元），判处有期徒刑十四年，并处罚金人民币三百万元；对孙怀山受贿所得财物及孳息予以追缴，上缴国库。